# Mauvais Garçon
Pour les articles homonymes, voir Mauvais garçon (homonymie).
Pour plus de détails, voir Fiche technique et Distribution.
Mauvais Garçon est un film français réalisé par Jacques Bral, sorti en 1993.

## Synopsis
Thomas, amateur de petits larcins, sort de prison, allume une cigarette, écoute de la guitare, séduit des femmes au gré du vent pour les détrousser. Il rencontre Léa, une disquaire, qui lui résiste. Il décide alors de la manipuler mais ses sentiments pour elle vont révéler le pire et meilleur d'un mauvais garçon.

## Fiche technique
- Titre : Mauvais Garçon
- Réalisation : Jacques Bral
- Scénario : Jacques Bral et Jean-Paul Leca
- Production : Jacques Bral
- Musique : Stéphane Delplace
- Photographie : Jacques Assuérus et Jean Monsigny
- Montage : Jacques Bral
- Décors : Denis Mercier
- Costumes : Olga Pelletier
- Pays d'origine :  France
- Format : couleurs - 1,85:1 - Dolby Digital - 35 mm
- Genre : drame
- Durée : 90 minutes
- Date de sortie : 24 novembre 1993 (France)

## Distribution
- Delphine Forest : Léa
- Bruno Wolkowitch : Thomas
- Ludmila Mikaël : Barbara
- Gabrielle Forest : la fille du bar
- Josy Bernard : Carole
- Marie Legault : la fille au bar
- Patricia Malvoisin : la spectatrice
- Anne-Clélia Salomon : l'ouvreuse
- Gilles Gaston-Dreyfus : le barman
- Hugues Quester : le patron du café
- Michel Raskine : l'avocat
- Jean-François Balmer : le président assesseur
- Bernard-Pierre Donnadieu : un inculpé
- Jean-Michel Dupuis : l'homme cambriolé
- Nathalie Galtier : la fille de la boîte de nuit